# Arbeitsgemeinschaft Dokumentarfilm
Die Arbeitsgemeinschaft Dokumentarfilm (AG Dok) wurde 1980 gegründet und ist der einzige auf Kino-Dokumentarfilm und dokumentarische Fernsehformate spezialisierte Berufsverband in Deutschland. Er versteht sich als film- und medienpolitische Interessenvertretung des Dokumentarfilms.

## Strukturen
Im Anschluss an die Duisburger Filmwoche wurde die AG Dok von 84 Dokumentaristen ins Leben gerufen. 2019 ist die Arbeitsgemeinschaft mit rund 920 Mitgliedern der größte Verband fernsehunabhängiger Autoren, Regisseure und Produzenten in Deutschland.

## Geschichte
Die Arbeitsgemeinschaft wurde 1980 nach mehr als einjähriger Vorbereitung von 84 Gründungsmitgliedern in Duisburg ins Leben gerufen. Dem Gründungsvorstand gehören Klaus Volkenborn, Klaus Armbruster, Günther Hörmann, Dietrich Schubert, Hannes Karnick, Peter Krieg und Michaela Berger an. Als Geschäftsführer wird Martin Schulz aus Hamburg angestellt. Die erste Geschäftsstelle ist im neuen Hamburger Filmhaus angesiedelt. Ein erster Arbeitsschwerpunkt widmete sich der damals schlechten Akzeptanz des Dokumentarfilms unter Filmkritikern. Während der Kurzfilmtage Oberhausen besetzte die AG Dok die Bühne und stellt „störende Fragen an uns und an das Festival“. Daraus folgte unter anderem der Aufruf zur Realisierung eines „Omnibus-Projekts“ – also eines gemeinsamen Episodenfilms zum Thema „Rüstung und Krieg“. Die Mitgliederzahl stieg auf 150. Ein „reisendes Dokumentarfilmfest“ der AG Dok zeigte 1982 in Kassel, Erlenbach und Hannover Filme zu Atomkraft, Frieden, Faschismus und Hausbesetzungen. Aufgrund der angespannten Finanzlage wurden Versteigerungen und Flohmarktverkäufe für den noch jungen Verband durchgeführt. Die Mitgliederzahl erhöhte sich auf 170.
In München entstand 1983 aus Differenzen zwischen der Filmwochen GmbH und der Gegengründung „Filmstadt München“ erstmals die Idee eines eigenen Dokumentarfilmfestivals. Als „Testlauf“ wird es im Folgejahr ein erfolgreiches Dokumentarfilmwochenende geben, das erste Festival fand 1985 statt. Im Oktober übernimmt Gunter Oehme die Führung der Vereinsgeschäfte. Anfang Januar 1984 zog die Geschäftsstelle von Hamburg nach Frankfurt am Main. Gunter Oehme erhielt von April an eine monatliche Aufwandsentschädigung. Zur Stellenbeschreibung gehörte das Erstellen eines Dokumentarfilm-Katalogs mit Rechtenachweis. Im Frühjahr präsentierte sich die AG Dok mit neuem Logo: blaues Filmband und Kleinschreibung. Neun finnische Filmemacher tourten auf Einladung der AG Dok bei einem Gegenbesuch (eine achtköpfige AG-Dok-Delegation war 1983 zu Gast beim dortigen Filmverband) von Frankfurt über Remscheid, Köln, Oberhausen und Duisburg nach Hamburg und zeigten ihre Produktionen. Ein neuer Vorstand wird 1986 gewählt: Günter Hörmann, Wolfgang Bergmann und Thomas Frickel werden zum „geschäftsführenden Vorstand“ gewählt. Dieser erhält den Auftrag, eine Entscheidung „über den grundlegenden zukünftigen Weg“ der AG Dok herbeizuführen. Zum Filmfest München präsentierte sich die AG Dok am Gasteig mit einem Bus als Ausstellungsstand und appellierte an Stadt und Land, „den Bestand und die Zukunft des dokumentarischen Films zu sichern.“ In der Mitgliederversammlung berichtete Nina Gladitz von ihrem Prozess mit Leni Riefenstahl, die Gladitz wegen ihrer Dokumentation „Zeit des Schweigens und der Dunkelheit“ auf Unterlassung verklagt hatte, weil Gladitz darin aufdeckte, dass Leni Riefenstahl 1940 für ihren Film Tiefland 60 Sinti und Roma aus dem Sammellager Maxglan bei Salzburg als Komparsen zwangsverpflichtet und nach den Dreharbeiten ohne finanzielle Entlohnung ins Lager zurückgeschickt hatte, wo sie später weiter nach Auschwitz deportiert wurden. Die AG Dok veröffentlichte noch während der Berlinale einen Solidaritätsaufruf und spendete 5000 DM als Prozesshilfe. Nach Verkündigung des Urteils schrieb Hanno Kühnert am 27. März 1987 in der Wochenzeitung Zeit: „Der denkwürdige Prozeß ging durch zwei Instanzen. Im wesentlichen gewann ihn Nina Gladitz.“
Zur Mitgliederversammlung in Berlin 1987 legte der Vorstand eine neue Satzung vor, die kulturelle Aspekte der Verbandsarbeit betont. Erstmal wurden nach der neuen Satzung drei gleichberechtigte Vorsitzende und drei Stellvertreter gewählt. Thomas Frickel wurde zum geschäftsführenden Vorstand ernannt (und blieb es bis 2020). Die Entscheidung über den Sitz der Geschäftsstelle fällt mit 19:7 Stimmen für Frankfurt. Die AG Dok veröffentlicht Solidaritätserklärungen für Peter Krieg (wegen seines Konflikts mit Bundesinnenminister Zimmermann um den Film „Vaters Land“), mit Fritz Poppenberg (wegen der Enteignung seines Films Gestrandete auf hoher See), mit 13 chilenischen Asylanten und mit einer Gruppe von Richtern und Staatsanwälten für den Frieden. In Berlin wurde 1988 erstmals der Europäische Filmpreis vergeben – allerdings ohne eine Dokumentafilm-Kategorie. Die AG Dok protestierte unter dem Motto „Kein Filmpreis für Lumière“ und organisiert ein Protestprogramm in der Filmbühne am Steinplatz. In Mühlheim wurde unter Beteiligung der AG Dok das „Europäische Dokumentarfilminstitut“ (EDI) gegründet, das 1997 in Dokumentarfilminitiative (dfi) umbenannt wurde. Die Mitgliederzahl stagnierte bei 167. Der Europäische Filmpreis führte nach den Protesten im Vorjahr erstmals 1989 eine Kategorie „Dokumentarfilm“ ein. Beim Deutschen Filmpreis gab es in diesem Jahr dagegen keine Dokumentarfilm-Nominierung, und auch in der Filmauswahl „40 Jahre Bundesrepublik Deutschland – Gesellschaftliche Wirklichkeit im Film“ kommt kein Dokumentarfilm vor. Die AG Dok protestierte beim Bundesministerium des Innern (BMI) dagegen und fordert drei Nominierungen für das Genre. Der Dokumentarfilm wurde 1990 erstmals explizit im Reglement des Deutschen Filmpreises erwähnt. Die AG Dok rief zur Gründung eines Fördervereins auf, der das Leipziger Dokumentarfilmfestival in der schwierigen Zeit des politischen Umbruchs unterstützen sollte und übernimmt dort einen Sitz im Vorstand. Ihr zehnjähriges Bestehen feierte die AG Dok in Duisburg und – mit 300 Gästen – in der Leipziger Moritzbastei.
Am Münchner Medien-Markt 1991 für Bildungsprogramme beteiligte sich der Verband mit eigenem Stand. Zur Neufassung des Filmförderungsgesetzes protestierte die AG Dok in schriftlichen Stellungnahmen und einer mündlichen Anhörung gegen die Absicht, die Referenzschwelle für Dokumentarfilme auf 50.000 Zuschauer heraufzusetzen. Das erste Mitglieder-Handbuch erscheint 1992. Es listet 207 Namen auf. Die Ergebnisse der „Documentary“-Förderung gaben den 1991 geäußerten Bedenken recht: unter 382 Anträgen aus ganz Europa sind nur sieben deutsche Projekte, lediglich zwei davon sind erfolgreich. In der Folge wurden die „Documentary“-Richtlinien liberalisiert, die AG Dok wird nun doch zur Mitarbeit im „Documentary“-Vorstand eingeladen. Thomas Hoeren bot der AG Dok eine Zusammenarbeit in urheberrechtlichen Fragen an. In der Mitgliederversammlung 1993 steht das ungerechte Verteilungssystem der Verwertungsgesellschaften am Pranger: Spielfilme erhielten acht- bis zehnmal so viel Geld wie Dokumentarfilme. Auf Antrag der AG Dok wurden in der VG Bild-Kunst Kino-Dokumentarfilme ab sofort verwertungsrechtlich dem Kino-Spielfilm gleichgestellt. Die ersten der von Thomas Hoeren ausgearbeiteten Musterverträge und „Checklisten“ für Fernsehverträge liegen 1994 vor. In einem Grundsatzartikel zur Filmpolitik forderte die AG Dok erstmals eine „kulturelle Referenzförderung“. Das Modell wurde Jahre später in Zusammenhang mit dem Filmförderungsgesetz diskutiert. Außerdem protestierte die AG Dok gegen die Beschlagnahme von Filmmaterial nach einer Razzia bei Wolfgang Landgraeber und unterstützte Helga Reidemeister beim Vorgehen gegen die Verstümmelung ihres Films „Aufrecht gehen“ durch den SFB. Die AG Dok initiierte mit Briefen an das Patentamt und an das Justizministerium eine – erfolgreiche – Beschwerdekampagne gegen die Blockade von Verwertungserlösen bei den Verwertungsgesellschaften. Eine gemeinsame Stellungnahme von 17 Bundesfilmpreisträgern und Nominierten aus der AG Dok forderte 1995, auch Regisseure nominierter Filme als Preisträger anzuerkennen. Mit einer Satzungsänderung stärkt die AG Dok ihr Profil als Berufsverband: der Verband wurde damit von den Mitgliedern ermächtigt, mit Sendeanstalten und anderen Verwertern über Rahmenverträge zu verhandeln und ihre Interessen in Verwertungsgesellschaften wahrzunehmen.
In Berlin zeigten sich ost- und westdeutsche Kollegen in drei Veranstaltungen „East meets West“ gegenseitig ihre Filme und kamen sich endlich ein Stück näher. Das schlug sich auch in den Mitgliederzahlen nieder: 60 Neueintritte sind ein neuer Rekord. Winfried Junge wurde als 300. Mitglied begrüßt.
Die AG Dok wurde offiziell in den Verwaltungsrat der Verwertungsgesellschaft Bild-Kunst aufgenommen. Die Ausschüttungsbeträge der Verwertungsgesellschaften für frei oder in Koproduktion hergestellte Dokumentarfilme haben sich durch die Initiative der AG Dok verdoppelt. Mit Andreas Schardt verpflichtete die AG Dok für die Rechtsberatung ihrer Mitglieder einen ersten Vertragsanwalt. 1998 kamen mit Christlieb Klages und 2000 mit Christian Füllgraf zwei weitere Vertragsanwälte hinzu. In Paris wurde unter Beteiligung der AG Dok 1996 das Europäische Dokumentarfilm-Netzwerk (EDN) als Dachverband gegründet. Erstmals war die AG Dok mit ihrem Projekt „German Documentaries“ auf dem Dokumentarfilmmarkt in Marseille mit eigenem Stand präsent. Das Wirtschaftsministerium lehnte 1997 Förderanträge auf Untertitelung von Dokumentarfilmen zur Unterstützung des Messeauftritts in Marseille mit dem Argument ab, „da könnte ja jeder kommen“. Der Messeauftritt findet auf eigene Kosten trotzdem statt. Die AG Dok wird in den Produzentenbeirat der Medienboard Berlin-Brandenburg GmbH berufen. Das Filmreferat im Bundesministerium für Wirtschaft bewilligte 1998 der AG Dok erstmals Fördermittel zur Untertitelung von Dokumentarfilmen für den „German Documentaries“-Katalog und für die Messepräsentation in Cannes. Zur Mitgliederversammlung in Berlin präsentiert die AG Dok als einer der ersten deutschen Filmverbände ihren neuen Internetauftritt. Gleichzeitig kann das 400. Mitglied begrüßt werden. Die Berlinale verweigert die Zuteilung eines Messestandes. Während der gesamten Filmfestspiele sind AG-Dok-Mitglieder deshalb mit Bauchläden im Festivalzentrum unterwegs, um „German Documentaries“-Kataloge und Protestflugblätter zu verteilen. Der Deutsche Bundestag beschloss ein neues Filmförderungsgesetz (FFG). Die AG Dok erhielt 18 Jahre nach ihrer Gründung endlich Sitz und Stimme im Verwaltungsrat der Filmförderungsanstalt (FFA). Gleichzeitig wurde die Referenz-Eingangsschwelle für Dokumentarfilme auf 25.000 Zuschauer gesenkt. In ihren „14 Thesen zur Absatzförderung des deutschen Films“ zeigt die AG Dok Lösungswege auf, die in der Folgezeit in die Neustrukturierung der Export-Union bis zur Neugründung von „German Films“ einfließen.
Gegen die erneute Weigerung der Berliner Filmfestspiele, der AG Dok einen Messestand im Rahmen des Europäischen Filmmarkts 1999 zur Verfügung zu stellen, beantragte die AG Dok eine Einstweilige Verfügung – und gewinnt. Seitdem ist das Label „German Documentaries“ fester Bestandteil des „German Boulevards“ auf der Filmmesse der Berlinale.
Mit 115 Neuaufnahmen erfährt der Verband in diesem Jahr einen Rekordzuwachs. Thomas Geyer wird als 500. Mitglied begrüßt. Um der gesteigerten Mitgliederzahl gerecht zu werden, wurde der Vorstand auf acht Personen erweitert. In der Auftaktsitzung des von Kulturstaatsminister Michael Naumann einberufenen „Bündnis für den Film“ legte die AG DOK „Zehn Thesen zu (Dokumentar-)Film und Fernsehen“ vor. In der Herbstsitzung in Hof folgt ein weiteres Papier mit AG-Dok-„Thesen zur Filmkultur“. Im Juni fand der Europäische Dokumentarfilmkongress München mit mehr als 400 Teilnehmern aus aller Welt statt – mustergültig organisiert von Dieter Matzka und Wilma Kiener im Auftrag der AG Dok. In Verhandlungen mit dem Staatsministerium für Kultur und Medien erreicht die AG DOK im Jahr 2000 eine zweite dotierte Dokumentarfilm-Nominierung beim Deutschen Filmpreis.
Im „Bündnis für den Film“ legte die AG Dok das Konzept einer Deutschen Film-Datenbank als Internetportal zum Deutschen Film vor. Vieles davon wurde später das „Deutsche Filmportal“ des Deutschen Filminstituts (DIF) aufgreifen. Aus dem AG-Dok-Vorstand heraus wurde die „onlineFilm AG“ mit dem Ziel gegründet, Independent-Filme im Internet direkt zu vermarkten. C. Cay Wesnigk wird in den Vorstand berufen. Eine erneute Satzungsänderung profilierte 2001 die AG Dok noch eindeutiger als Berufsverband. Erklärtes Ziel ist jetzt, „die gewerblichen und wirtschaftlichen Interessen ihrer Mitglieder zu fördern und wettbewerbswidrigen Zuständen und unzulässigen Allgemeinen Vertragsbedingungen entgegenzutreten“. Die AG Dok nimmt Hartmut Bitomsky als 600. Mitglied auf. Das Münchner Dokumentarfilmfestival verabschiedet Gudrun Geyer, die das Festival 1985 im Auftrag der AG Dok aufgebaut und 16 Jahre lang geleitet hat. German Documentaries präsentierte eine „Deutsche Reihe“ beim Festival „Message to Man“ in St. Petersburg. Staatsminister Julian Nida-Rümelin ist 2002 Gast der AG-Dok-Mitgliederversammlung. Mit Abmahnungen an den NDR (stellvertretend für die ARD) und das ZDF erreichte die AG Dok ernsthafte Verhandlungen über Probleme der Dokumentarfilm-Produktion. Im Herbst verhandelt der NDR daraufhin mit der AG Dok einen neuen Standardvertrag für unabhängige Dokumentafilmproduktionen aus. Thomas Hoeren lädt zum ersten Mal die dem Verband assoziierten Rechtsanwälte zusammen mit dem Vorstand zu einer gemeinsamen Strategietagung ein, die seitdem einen festen Platz im Terminplan aller Beteiligten einnimmt.
Die AG Dok wurde 2003 vom Kulturausschuss des Bundestages gleich zwei Mal zu filmpolitischen Anhörungen geladen: am 23. Juni zur „Deutschen Filmakademie“ und am 15. Oktober zur Novellierung des Filmförderungsgesetzes (FFG). Das neue FFG stellt den Dokumentarfilm besser als je zuvor, erstmals erhält die AG Dok auch das Benennungsrecht für die Vergabekommission. Drei AG-Dok-Autoren werden als Delegierte der Journalisten-Berufsgruppe in die Mitgliederversammlung der VG Wort gewählt. Die Beiratswahl der „Verwertungsgesellschaft der Film- und Fernsehproduzenten“ wurde auf Anfechtung der AG Dok hin annulliert und muss wiederholt werden. Die Anfechtung erfolgte im Rahmen der Kampagne zur Beseitigung der so genannten „VFF-Klausel“ in Fernsehverträgen, die besagt, dass Fernsehauftragsproduzenten zur Mitgliedschaft in der „Verwertungsgesellschaft der Film- und Fernsehproduzenten“ gezwungen werden. Der Verband startete mit neuem Design und neuem Logo ins neue Jahr 2004. Zum Abschluss einer Veranstaltungsreihe, in der die AG Dok die dokumentarischen Strukturen des WDR erforscht, kommt der damalige WDR-Fernsehchef Ulrich Deppendorf. Die VG Wort beschloss auf Antrag der AG Dok die Aufwertung des Dokumentarfilms: er wurde von diesem Jahr an mit 80 statt mit 50 Punkten bewertet, Kino-Dokumentarfilme sind dem Spielfilm gleichgestellt. Die AG Dok wird Gesellschafter bei „German Films“. Seit dem ersten Aufnahmeantrag im Juni 1995 sind neun kämpferische Jahre vergangen. Die Senderverhandlungen wurden 2005 vorläufig abgeschlossen: ARD und ZDF verpflichten sich Bürgschaftsregelungen insbesondere für kleine Produzenten deutlich zu lockern und freie Autoren und Regisseure hinsichtlich der Wiederholungsvergütungen den eigenen Mitarbeitern gleichzustellen. Allerdings wurde diese Zusage bis heute in der Praxis kaum umgesetzt.
Die VG Wort zahlte erstmals mehr Geld für Dokumentarfilm-Autoren und schickt – ebenfalls zum ersten Mal – nachvollziehbare Abrechnungen. Die Enquete-Kommission „Kultur in Deutschland“ lädt den AG-Dok-Vorsitzenden zur Anhörung in den Deutschen Bundestag. Thema: Der Kulturauftrag der öffentlich-rechtlichen Medien in Deutschland.

## Vorstand
- Susanne Binninger, Vorsitzende
- David Bernet, Vorsitzender
- Petra Hoffmann, Schatzmeisterin
- Thorolf Lipp, Beisitzer
- Sabine Pollmeier, Beisitzerin
- C. Cay Wesnigk, Beisitzer
- Susanne Dzeik, Beisitzerin
- Sandra Trostel, Beisitzerin
- Daniel Sponsel, Beisitzer
- Andreas Schroth, Beisitzer

## Bekannte Mitglieder
- Mo Asumang
- Sylvie Banuls
- Christian Bauer
- Christian Beetz
- Arpad Bondy
- Arne Birkenstock
- Fosco Dubini
- Caroline Elias
- Eduard Erne
- Thomas Frickel
- Carl-A. Fechner
- Uli Gaulke
- Hans A. Guttner
- Peter Heller
- Anna Henckel-Donnersmarck
- Winfried Junge
- Peter Krieg
- Robert Krieg
- Malte Ludin
- Jan Peter
- Andreas Artur Reichelt
- Thomas Riedelsheimer
- Helke Sander
- Reinhard Schneider
- Rolf Schübel
- Herbert Schwering
- Peter Sempel
- Klaus Stanjek
- Kerstin Stutterheim
- Monika Treut
- Torsten Truscheit
- Gisela Tuchtenhagen
- Andres Veiel
- Klaus Wildenhahn
- Douglas Wolfsperger
- Karaman Yavuz
- Regina Ziegler
- Ulrike Zimmermann